# Acianthera lepidota
Acianthera lepidota é uma espécie de orquídea epífita, família Orchidaceae, da Costa Rica e Panamá, descrita originalmente em 1940. São plantas arqueadas, pendentes, grandes mas delicadas, de folhas alongadas, largas e agudas, e flores amarelo esverdeado listas púrpura, sépalas e pétalas glabras e estreitas; coluna e labelo trilobado que se articulam através de prolongamentos extremamente finos de ambos; e coluna semi cilíndrica alada com antera ventral. Seu exato posicionamento filogenético é incerto. Já esteve classificada no gênero, Ungella. Hoje sabe-se que está incluída entre os clados de Acianthera.

## Publicação e sinônimos
- Acianthera lepidota (L.O.Williams) Pridgeon & M.W.Chase, Lindleyana 16: 244 (2001).

Sinônimos homotípicos:
- Pleurothallis lepidota L.O.Williams, Ann. Missouri Bot. Gard. 27: 279 (1940).
- Unguella lepidota (L.O.Williams) Luer, Monogr. Syst. Bot. Missouri Bot. Gard. 103: 311 (2005).